# Lahema
Lahema je nacionalni park na severu Estonije udaljen 70 km istočno od Talina.

## Karakteristike
Park se prostire na površini od 747,84 km², od tog 479,10 km² na kopnu i 268,74 km² na moru.
Nacionalni park Lahema osnovan je 1971. radi zaštite, proučavanja i popularizacije prirode i kulturne baštine, uključujući ekosisteme, bioraznolikost, pejzaže, etničku kulturu i održivo korišćenje prirodnih resursa Severne Estonije. Park je područje očuvanja šumskih, močvarnih i obalnih ekosistema, ali i poluprirodnih zajednica (alvara), geoloških spomenika (Baltički klint) te istorijskih i arhitektonskih spomenika. Park je uključen u evropsku mrežu Natura 2000 kao stanište ptica i divljači.
Od februara 2009. parkom upravlja Državni centar za upravljanje šumama.